# 1925 en science
| Années de la science : 1922 - 1923 - 1924 - 1925 - 1926 - 1927 - 1928    |
| Décennies de la science : 1890 - 1900 - 1910 - 1920 - 1930 - 1940 - 1950 |

Cet article présente les faits marquants de l'année 1925 en science.

## Événements
- 25 mai : l'enseignant américain John Thomas Scopes passe au tribunal pour avoir enseigné l'évolution darwinienne à l'encontre du Butler Act. Du 10 au 21 juillet a lieu procès du singe à Dayton[1].

### Sciences physiques
- 1er janvier :
  - l'astronome américaine Cecilia Payne acheve sa thèse de doctorat intitulée Stellar Atmospheres. Elle soutient que l'hydrogène et l'hélium sont les éléments les plus abondants dans le Soleil et les étoiles[2],[3].
  - l'astronome américain Edwin Powell Hubble propose lors du congrès de l'Union américaine d'astronomie une classification des galaxies divisées en trois classes[4] : les spirales, les elliptiques et les irrégulières[5].
- 16 janvier : le physicien suisse Wolfgang Pauli énonce le principe d'exclusion[6].

- Mai : les chimistes allemands Walter Noddack, Ida Tacke et Otto Berg isolent le rhénium, le dernier élément stable à avoir été découvert[7].

- 25 juillet[6] : le physicien allemand Werner Heisenberg  l’anglais Max Born et son assistant Pascual Jordan formulent la description par mécanique matricielle de la mécanique quantique[8].

### Technologie
- 1er janvier : début de l'activité des Bell Telephone Laboratories, Inc. ( Bell Labs) à Murray Hill, New Jersey[9].

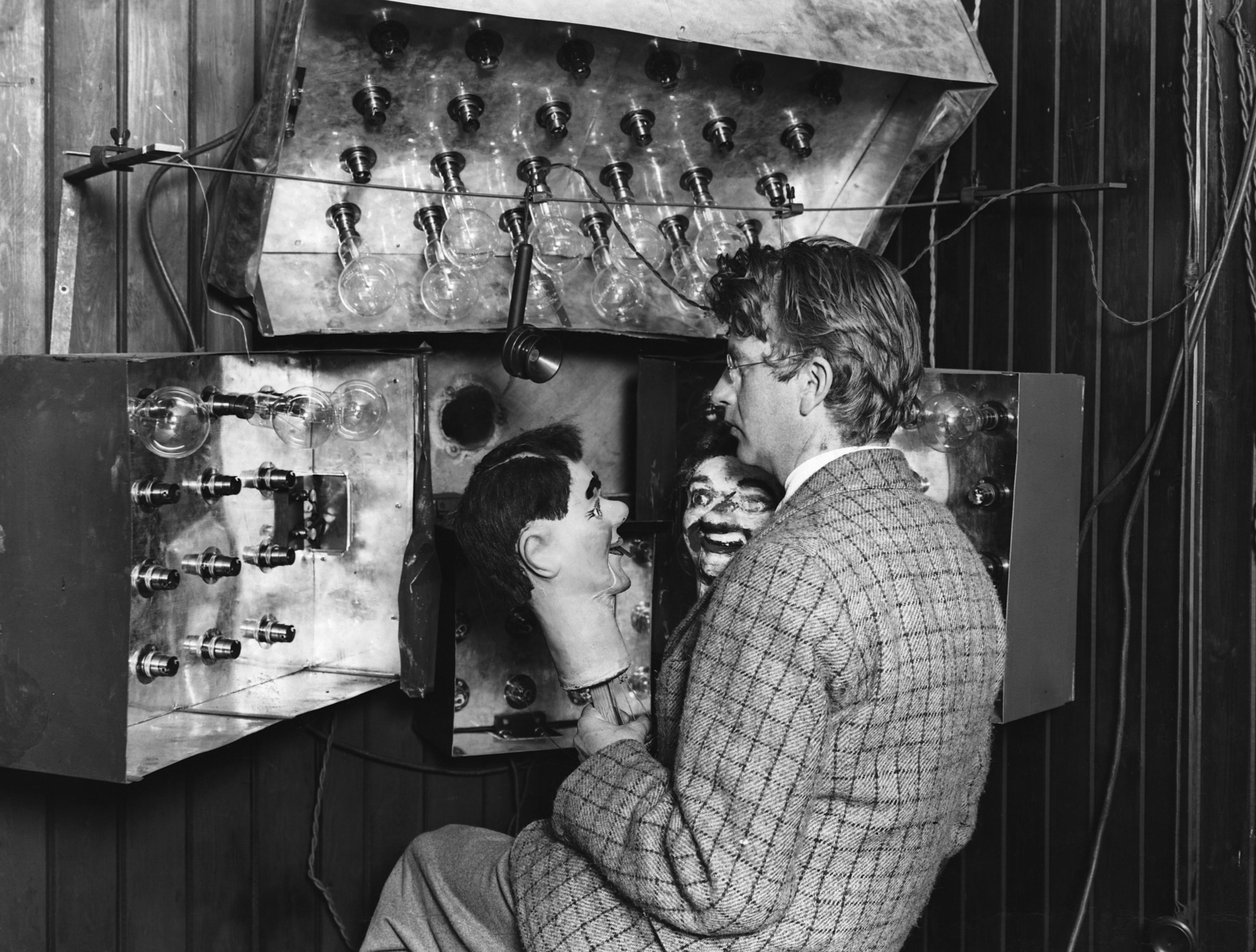
John Logie Bairden 1925 avec son scanner de télévision et les mannequins "James" et "Stooky Bill".

- 25 mars : l'inventeur britannique John Logie Baird donne la première démonstration publique d'images télévisées en mouvement dans le grand magasin Selfridges à Londres.

- 13 juin : l'inventeur américain Charles Francis Jenkins réalise la première diffusion publique en radiovision, une transmission synchronisée d'images et de sons, utilisant 48 lignes et un système de télévision mécanique[10].
- 13 juillet : le physicien d'origine russe Vladimir Zvorykine dépose un brevet de télévision en couleur aux États-Unis[11].
- 22 juillet : les chimistes allemands Franz Fischer et Hans Tropsch obtiennent un brevet pour un procédé de gazéification des composés organiques[12].
- 2 octobre : l'inventeur britannique John Logie Baird réussit la première retransmission télévisée d’une image détaillée de la tête d’une poupée en mouvement avec les ombres correspondantes[13].
- 22 octobre : le physicien austro-hongrois Julius Edgar Lilienfeld dépose au Canada un brevet pour un transistor à effet de champ[14].

## Publications
- Cecilia Payne-Gaposchkin : Stellar Atmospheres, A Contribution to the Observational Study of High Temperature in the Reversing Layers of Stars.

## Prix
- Prix Nobel
  - Physique : James Franck, Gustav Ludwig Hertz (Allemands, physique atomique).
  - Chimie : Richard Adolf Zsigmondy (Allemand né en Autriche, substances colloïdales)
  - Physiologie ou médecine : Non décerné

- Médailles de la Royal Society
  - Médaille Copley : Albert Einstein
  - Médaille Davy : James Irvine
  - Médaille Hughes : Frank Edward Smith (en)
  - Médaille royale : Albert Charles Seward, William Henry Perkin Jr.
  - Médaille Sylvester : Alfred North Whitehead

- Médailles de la Geological Society of London
  - Médaille Lyell : John Frederick Norman Green
  - Médaille Murchison : Herbert Henry Thomas (en)
  - Médaille Wollaston : George William Lamplugh

- Prix Jules-Janssen (astronomie) : Eugène Michel Antoniadi
- Médaille Bruce (Astronomie) : Henry Norris Russell
- Médaille Linnéenne : Francis Wall Oliver

## Naissances

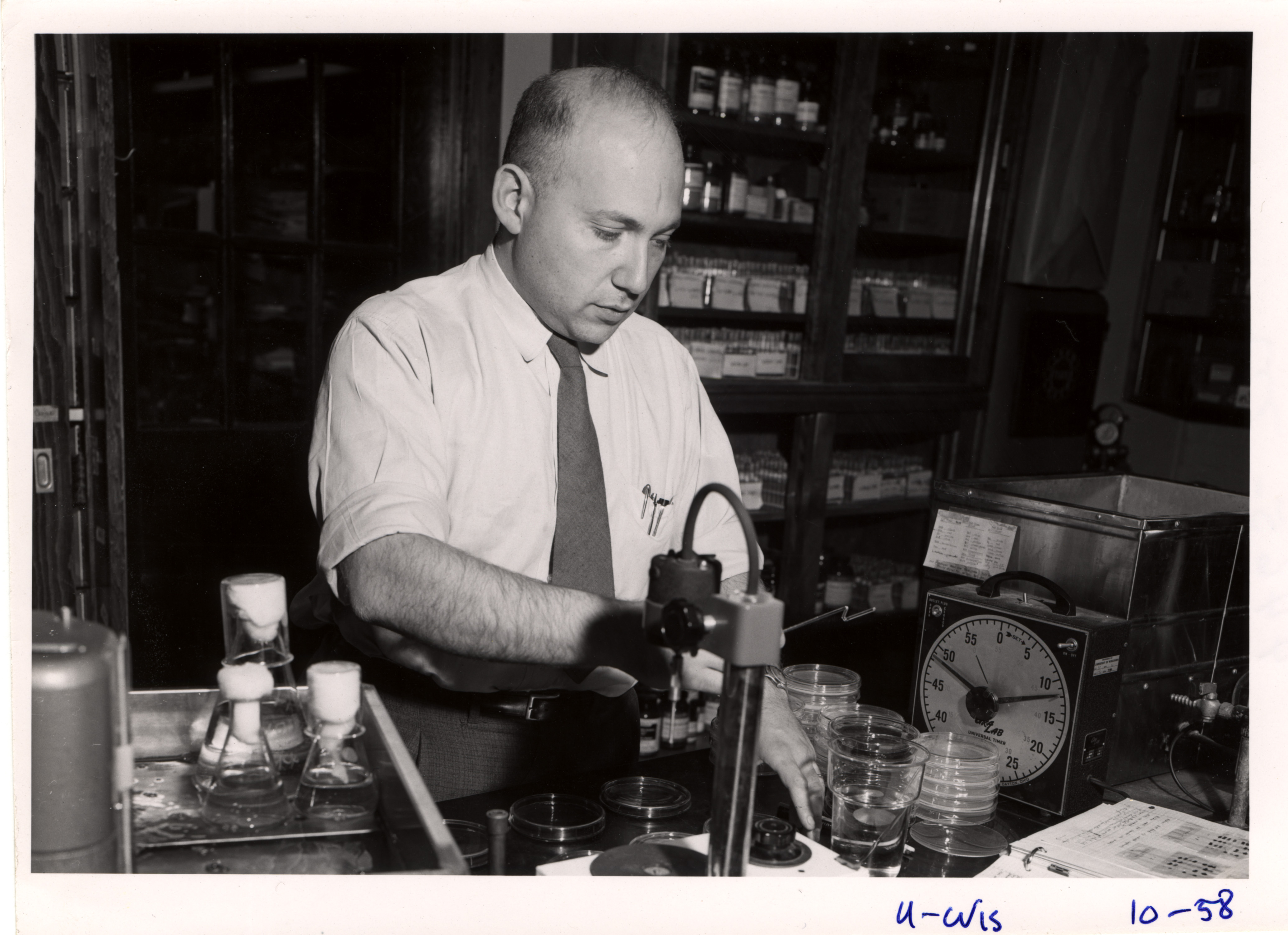
Joshua Lederberg

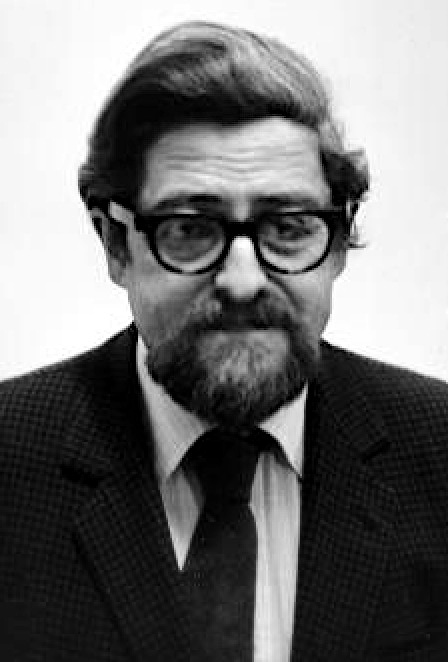
Louis Nirenberg

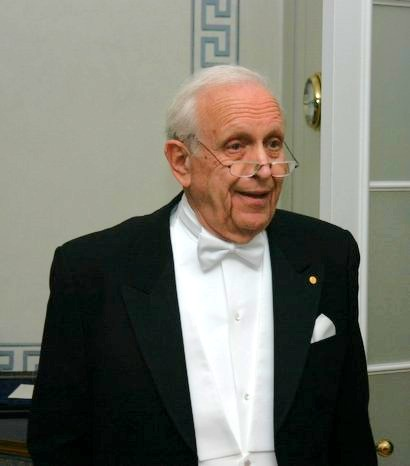
Roy J. Glauber

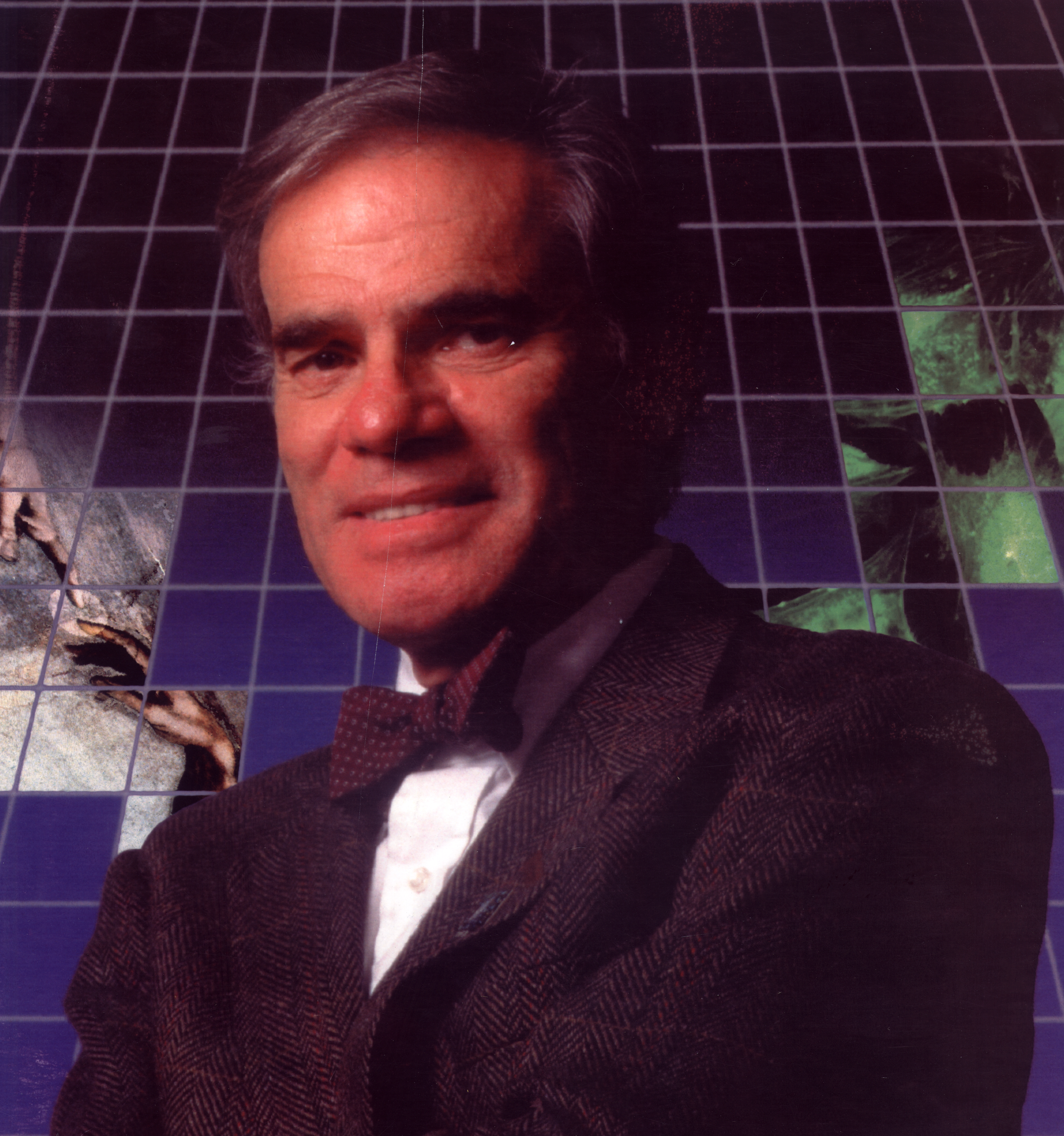
Martin Rodbell

### Janvier
- 1er janvier : Pierre Laffitte (mort en 2021), scientifique et homme politique français, fondateur de Sophia Antipolis.
- 7 janvier : Walter Noll (mort en 2017), mathématicien et physicien américain.
- 20 janvier : Bernard Verdcourt, biologiste et taxonomiste anglais.
- 22 janvier : John Davies Evans, archéologue britannique.
- 27 janvier : Ady Steg (mort en 2021), urologue français.
- 30 janvier : Douglas Engelbart, inventeur américain et pionnier de l'informatique.

### Février
- 16 février : Kōichirō Tomita (mort en 2006), astronome japonais.
- 21 février : Tom Gehrels, astronome néerlando-américain.

### Mars
- 4 mars : Jean Néel, physico-chimiste français.
- 12 mars : Leo Esaki, physicien japonais, prix Nobel de physique en 1973.
- 16 mars : Luis Miramontes (mort en 2004), chimiste mexicain.

### Avril
- 3 avril :
  - Jacques Barrau (mort en 1997), botaniste et anthropologue français.
  - Jean-Claude Gardin, archéologue français.
- 24 avril : François Gros (mort en 2022), biologiste français.

### Mai
- 1er mai : Scott Carpenter, pilote d'essai et astronaute américain.
- 16 mai : Nancy Roman, astronome américaine.
- 23 mai : Joshua Lederberg (mort en 2008), généticien et microbiologiste américain, prix Nobel de physiologie ou médecine en 1958.
- 30 mai :
  - John Cocke (mort en 2002), informaticien et chercheur américain.
  - Jean Fabre, géologue français.

### Juin
- 10 juin : Jean-Paul Trachier (mort en 2007), journaliste et astronome amateur français.
- 13 juin : Raymond Boyer, homme d'Église et archéologue français.
- 17 juin : Alexander Shulgin, pharmacologue et chimiste américain.
- 21 juin : Alastair Cameron (mort en 2005), astrophysicien américain.
- 26 juin : Pavel Beliaïev (mort en 1970), cosmonaute soviétique.
- 27 juin : Michael Dummett (mort en 2011), philosophe et logicien britannique.

### Juillet
- 18 juillet : Henri Andrillat (mort en 2009), astronome français.
- 22 juillet : Jean Guiart (mort en 2019), anthropologue et ethnologue français spécialiste de la Mélanésie.
- 23 juillet : Oliver Smithies, généticien américain d'origine anglaise, prix Nobel de physiologie ou médecine en 2007.
- 28 juillet : Baruch Samuel Blumberg, médecin américain, prix Nobel de physiologie ou médecine en 1976.
- 29 juillet : Harold W. Kuhn (mort en 2014), mathématicien et économiste américain.

### Août
- 7 août : Monkombu Swaminathan (mort en 2023), généticien et agronome indien.
- 9 août : David Albert Huffman (mort en 1999), informaticien américain.

### Septembre
- 1er septembre : Roy J. Glauber, physicien américain, prix Nobel de physique en 2005.
- 10 septembre : Marthe Gautier (morte en 2022), médecin pédiatre française, découvreuse de la trisomie 21.
- 18 septembre : Jerzy Giedymin (mort en 1993), historien des mathématiques et des sciences polonais.
- 24 septembre : Geoffrey Ronald Burbidge (mort en 2010), physicien américano-britannique.
- 27 septembre : Robert Edwards, physiologiste britannique, prix Nobel de physiologie ou médecine en 2010 « pour le développement de la fécondation in vitro».
- 28 septembre :
  - Seymour Cray (mort en 1996), ingénieur informatique américain.
  - Martin Kruskal(mort en 2006), mathématicien et physicien américain.

### Octobre
- 5 octobre : Paul Wild, astronome suisse.
- 25 octobre : Emiliano Aguirre (mort en 2021), paléontologue espagnol.
- 24 octobre : William Arthur Smeaton (mort en 2001), chimiste et auteur anglais.
- 26 octobre : Alick Donald Walker (mort en 1999), paléontologue britannique.
- 31 octobre : John Pople (mort en 2004), chimiste anglais, prix Nobel de chimie en 1998.

### Novembre
- 24 novembre : Simon van der Meer, physicien néerlandais, prix Nobel de physique en 1984.
- 27 novembre : Francis Clark Howell (mort en 2007), paléoanthropologue américain.

### Décembre
- 1er décembre : Martin Rodbell (mort en 1998), biochimiste américain, prix Nobel de physiologie ou médecine en 1994.
- 4 décembre : Roger Cayrel, astronome français.
- 6 décembre : Hokama Shuzen, ethnologue japonais.
- 11 décembre : Paul Greengard, neurobiologiste américain, prix Nobel de physiologie ou médecine en 2000.
- 25 décembre : Carlos Castaneda (mort en 1998), anthropologue américain.
- 26 décembre : Claude Meillassoux (mort en 2005), anthropologue français.

- René Lévesque (mort en 2007), archéologue canadien.

## Décès

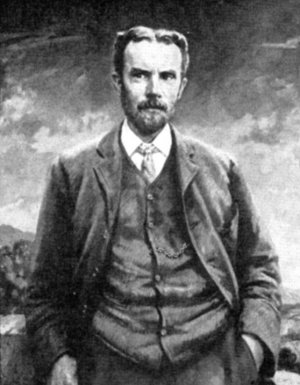
Oliver Heaviside

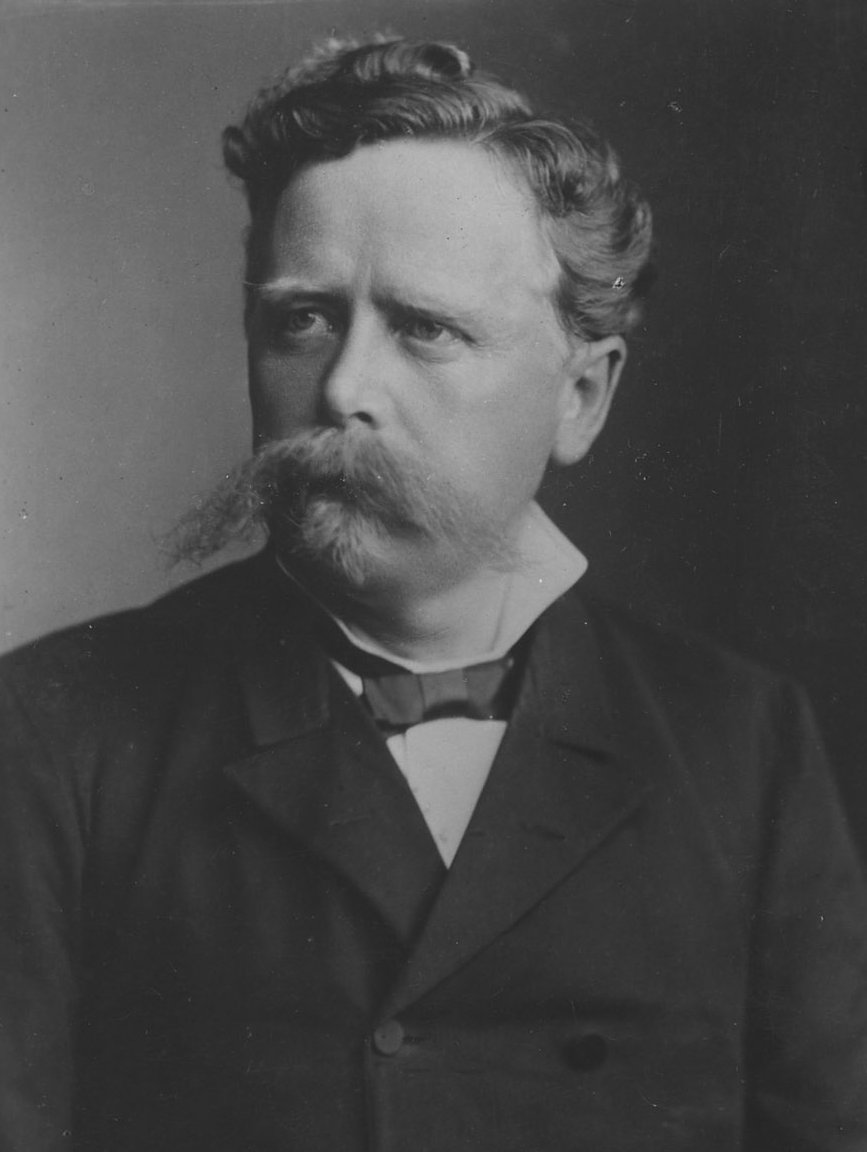
Carl Engler

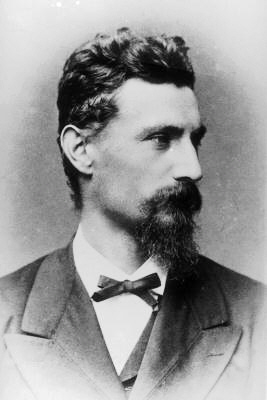
Johann Palisa

- 12 janvier : Julius Oscar Brefeld (né en 1839), mycologue allemand.
- 3 février : Oliver Heaviside (né en 1850), physicien britannique.
- 4 février : Robert Johann Koldewey (né en 1855), architecte et archéologue allemand.
- 7 février :
  - Carl Engler (né en 1842), chimiste et professeur allemand.
  - William Hillebrand (né en 1853), chimiste allemand.
- 23 février :
  - Frédéric Chaplet (né en 1859), industriel et scientifique français.
  - Joel Hastings Metcalf (né en 1866), astronome américain.

- 5 mars : Johan Jensen, (né en 1859), mathématicien et ingénieur danois.
- 19 mars : Hermann Hilprecht (né en 1859), archéologue américain d'origine allemande, spécialiste d'assyriologie.
- 11 avril :
  - Hermann Paasche (né en 1851), statisticien et économiste allemand.
  - Joseph Vallot (né en 1854), astronome, géographe et mécène français.
- 23 avril : Stanislas Meunier (né en 1843), géologue, minéralogiste, journaliste et scientifique français.
- 25 avril : Ernst Büchner (né en 1850), chimiste, industriel et inventeur de l'entonnoir Büchner.

- 1er mai : Albin Haller (né en 1849), chimiste français.
- 2 mai : Johann Palisa (né en 1848), astronome autrichien.
- 4 mai : Giovanni Battista Grassi (né en 1854), zoologiste italien.
- Edmond Théry (né en 1854), journaliste, économiste et statisticien français.

- 3 juin : Camille Flammarion (né en 1842), astronome et vulgarisateur scientifique français.
- 6 juin : Charles Vélain (né en 1845), géologue français.
- 7 juin : Fredrik Rosing Bull (né en 1882), ingénieur norvégien.
- 12 juin : Louis Gentil (né en 1868), géographe, géologue et minéralogiste.
- 13 juin : Théophile Homolle (né en 1848), helléniste, archéologue et administrateur français.

- 7 juillet : Tito Pasqui (né en 1846), agronome et homme politique italien.
- 19 juillet : Giacomo Boni (né en 1859), archéologue, architecte et homme politique italien.
- 26 juillet : Gottlob Frege (né en 1848), mathématicien, logicien et philosophe allemand.

- 16 septembre: Alexandre Friedmann (né en 1888), physicien et mathématicien russe.
- 19 septembre :
  - Francis Darwin (né en 1848), botaniste britannique.
  - Georg August Schweinfurth (né en 1836), botaniste, ethnologue et explorateur germano-balte et allemand.

- 10 octobre : Andrew Gray (né en 1847), physicien et mathématicien écossais.